# Nguyên tội của Takopi
Nguyên tội của Takopi (Nhật: タコピーの原罪 Hepburn: Takopī no Genzai) là một bộ manga mạng do Taizan 5 sáng tác và minh họa. Shūeisha phát hành tác phẩm trên nền tảng trực tuyến Shōnen Jump+ từ tháng 12 năm 2021 đến tháng 3 năm 2022, sau đó biên soạn các chương truyện thành hai tập tankōbon. Câu chuyện xoay quanh Takopi – sinh vật đến từ hành tinh Hạnh Phúc, đã hy sinh bản thân để cứu Shizuka khỏi bi kịch, đồng thời tạo tiền đề để cô và Marina bắt đầu lại và dần trở thành bạn bè. Hãng Enishiya sản xuất phiên bản hoạt hình gốc chiếu mạng (ONA) và phát hành bộ phim từ tháng 6 đến tháng 8 năm 2025.
Nguyên tội của Takopi ra đời từ đề nghị của biên tập viên F, khuyến khích Taizan 5 sáng tác dựa trên sở thích cá nhân. Là người yêu thích Doraemon, Taizan 5 phát triển ý tưởng một phiên bản "Doraemon u ám" kết hợp yếu tố du hành thời gian, lấy cảm hứng từ mô-típ dị giới nhưng đi theo hướng ngược lại: một sinh vật ngoài hành tinh đến Trái Đất. Theo đề xuất của Shonen Jump+, vị tác giả lựa chọn triển khai bộ truyện trong khuôn khổ hai tập. Taizan 5 lên kế hoạch kỹ lưỡng từ cốt truyện, chủ đề từng chương đến bản name, đồng thời dành thời gian thực hiện tỉ mỉ phần mở đầu và kết thúc mỗi chương để tạo ấn tượng. Tác phẩm sử dụng nhiều tranh cận mặt để nhấn mạnh cảm xúc nhân vật. Khác với phong cách tối giản trong các tác phẩm trước, Taizan 5 tập trung vào biểu cảm khuôn mặt, nhất là khi khóc, để truyền tải cảm xúc chân thật. Vị mangaka ưu tiên tối ưu hóa bộ truyện cho định dạng đọc trên điện thoại. Về mặt xây dựng nhân vật, tác giả tránh chia rạch ròi thiện – ác, thay vào đó khắc họa chiều sâu nội tâm, như Marina – từ phản diện trở thành người nhận được cảm thông qua quá khứ tổn thương.

## Nội dung
Năm 2016, Takopi – một sinh vật đến từ hành tinh Hạnh Phúc với sứ mệnh mang niềm vui đến Trái Đất, đã gặp gỡ Kuze Shizuka – một nữ sinh lớp 4, giúp đỡ cậu khi rơi vào tình cảnh khó khăn. Biết ơn Shizuka, Takopi quyết định giúp cô bé tìm lại nụ cười đã đánh mất do hoàn cảnh gia đình phức tạp, bằng cách sử dụng những "dụng cụ hạnh phúc" của hành tinh mình. Tại lớp học, cô bạn cùng lớp Kirarazaka Marina thường xuyên bắt nạt Shizuka. Sau khi chú chó cưng Chappy – chỗ dựa tinh thần duy nhất của mình, đột ngột biến mất, Shizuka rơi vào tuyệt vọng. Cô lấy "chiếc ruy băng làm hòa" của Takopi để treo cổ tự vẫn. Cái chết của Shizuka khiến Takopi sốc, và cậu quyết định dùng chức năng quay ngược thời gian của một dụng cụ hạnh phúc khác để quay lại quá khứ và cứu lấy cô.
Sau khi quay về quá khứ, Takopi cùng Shizuka đến trường, nhưng hành động của cậu lại khiến Marina nổi giận và đẩy tình trạng bắt nạt trở nên tồi tệ hơn. Takopi cố gắng cải trang thành Shizuka để nói chuyện trực tiếp với Marina, nhưng cậu nhanh chóng rơi vào tuyệt vọng khi nhận ra rằng "không thể làm gì được". Sau đó, Marina chuyển mục tiêu sang Chappy – chú chó mà Shizuka yêu quý. Khi Takopi lao vào can thiệp để bảo vệ Shizuka khỏi cuộc tấn công của Marina, cậu vô tình ra tay sát hại Marina trong lúc xô xát. Shizuka lôi kéo Naoki Higashi – cậu bạn cùng lớp đã chứng kiến toàn bộ sự việc, tham gia vào kế hoạch che giấu vụ án. Khi Shizuka nhìn cậu bằng ánh mắt long lanh và tha thiết nói "hãy giúp tớ", Naoki đã không cưỡng lại được và tiếp tay che giấu tội ác. Trong khi Naoki bận rộn tìm cách xử lý vụ việc, Shizuka cùng Takopi lên đường đến Tokyo trong kỳ nghỉ hè. Cô gặp lại cha mình, nhưng ông đã tái hôn và có con riêng, nên không còn chấp nhận Shizuka. Chappy cũng không ở cùng ông. Không thể đối diện với hiện thực, Shizuka bắt đầu hoang tưởng, cho rằng "mấy đứa trẻ kia đã ăn thịt Chappy", rồi yêu cầu Takopi đưa cho mình một dụng cụ để bắt người và kiểm tra bên trong dạ dày. Khi Takopi cố ngăn lại, Shizuka liền dùng đá tấn công cậu, khiến Takopi lấy lại những ký ức từng bị xóa.
Trước khi gặp Shizuka, Takopi đã gặp Marina vào năm 2022. Trong tương lai, Marina hẹn hò với Naoki. Tuy nhiên, sau khi Naoki gặp lại Shizuka, cậu chia tay Marina vì cho rằng mình chỉ yêu Shizuka. Marina tức giận, quay về nhà và cãi nhau với mẹ. Trong cơn giận dữ, cô giết mẹ rồi nói với Takopi: "Ước gì hồi lớp 4 tôi đã giết Shizuka". Takopi đồng ý thực hiện mong muốn của Marina và quay về năm 2016 để ra tay với Shizuka. Sau khi phát hiện Takopi phá vỡ điều cấm tuyệt đối của hành tinh Hạnh Phúc, những người điều hành hành tinh đã can thiệp và xóa toàn bộ ký ức của cậu. Khi lấy lại toàn bộ ký ức, Takopi kích hoạt chức năng đặc biệt của "máy ảnh hạnh phúc", đánh đổi bằng chính mạng sống của mình để đưa Shizuka quay về dòng thời gian trước khi Chappy qua đời. Trong thế giới không có Takopi, Marina vẫn tiếp tục bắt nạt Shizuka. Tuy nhiên, khi nhìn thấy hình vẽ con bạch tuộc trong cuốn sổ tay của Shizuka, cả hai cùng nhớ lại những ký ức về Takopi. Dù vấn đề gia đình của Shizuka và Marina vẫn chưa được giải quyết, hai người dần trở thành bạn và câu chuyện khép lại.

## Nhân vật
Takopi (タコピー Takopī)
Lồng tiếng bởi: Mamiya Kurumi (PV, manga lồng tiếng, anime)
Takopi là một sinh vật ngoài hành tinh đến từ hành tinh Hạnh Phúc. Cái tên "Takopi" là do Shizuka đặt, còn tên thật của cậu với tư cách là cư dân Hạnh Phúc là "Nnu-Anu-Kf". Khi trò chuyện, cậu thường kết thúc câu bằng hậu tố "pi". Theo Shizuka, ngoại hình của Takopi giống một con bạch tuộc nước. Với mục tiêu lan tỏa hạnh phúc, cậu đáp xuống Trái Đất và quyết tâm giúp đỡ Shizuka sau khi cô cứu thoát cậu khỏi một tình thế nguy hiểm. Takopi sử dụng những "dụng cụ hạnh phúc" từ hành tinh quê nhà để thay đổi tình cảnh của Shizuka. Tuy nhiên, do tư duy đơn giản xoay quanh khái niệm hạnh phúc và thiếu hiểu biết về bản chất của "ác ý", Takopi không nhận thức đầy đủ những gì Shizuka đang phải đối mặt, và khiến tình hình ngày càng trở nên nghiêm trọng.
Kuze Shizuka (久世 しずか)
Lồng tiếng bởi: Ueda Reina (PV, manga lồng tiếng, anime)
Năm 2016 trong bối cảnh của tác phẩm, Shizuka là học sinh lớp 4 tiểu học. Cô bé gặp Takopi khi cậu đang đói và chủ động chia sẻ thức ăn với cậu. Từ đó, cả hai dần gắn bó với nhau khi Takopi bắt đầu quý mến cô. Shizuka sống cùng mẹ – người làm việc trong ngành giải trí về đêm, sau khi cha cô rời bỏ gia đình để chuyển lên Tokyo. Tại trường, cô thường xuyên trở thành mục tiêu bắt nạt của bạn cùng lớp Kirarazaka Marina. Những khó khăn trong cuộc sống và chuỗi ngày chịu bạo lực học đường kéo dài khiến quần áo của Shizuka sờn rách, còn cơ thể đầy vết bầm tím.
Kirarazaka Marina (雲母坂 まりな)
Lồng tiếng bởi: Kuroki Honoka (manga lồng tiếng), Kohara Konomi (anime)
Marina là bạn cùng lớp và cũng là học sinh tiểu học như Shizuka, đồng thời là nữ chính thứ hai trong tác phẩm. Cô sống trong một gia đình rối ren sau khi cha mình có quan hệ với mẹ của Shizuka và ngày càng xa lánh vợ con. Hoàn cảnh đó khiến Marina nảy sinh lòng thù ghét Shizuka và bắt đầu bắt nạt cô. Theo tác giả Taizan 5, Marina đảm nhận vai trò tương tự nhân vật Jaian trong Doraemon.
Azuma Naoki (東 直樹)
Lồng tiếng bởi: Nagase Anna (anime)
Naoki là nhân vật nam chính, một học sinh tiểu học và bạn cùng lớp của Shizuka. Xuất thân trong gia đình có truyền thống làm bác sĩ, cậu nổi bật với thành tích học tập xuất sắc và giữ vai trò lớp trưởng. Dù thầm quan tâm đến Shizuka — cô bạn thường xuyên bị bắt nạt, Naoki không nhận được phản hồi từ cô. Trái lại, cậu nhiều lần cư xử áp đặt và hống hách với Takopi. Naoki sống dưới áp lực từ người mẹ nghiêm khắc, luôn đặt kỳ vọng cao về chuyện học hành. Bên cạnh đó, cảm giác tự ti khi so sánh với người anh trai Junya càng khiến cậu tích tụ nhiều căng thẳng trong lòng. Tác giả Taizan 5 đã xây dựng nhân vật Naoki dựa trên hình mẫu Dekisugi Hidetoshi trong Doraemon.

## Sản xuất

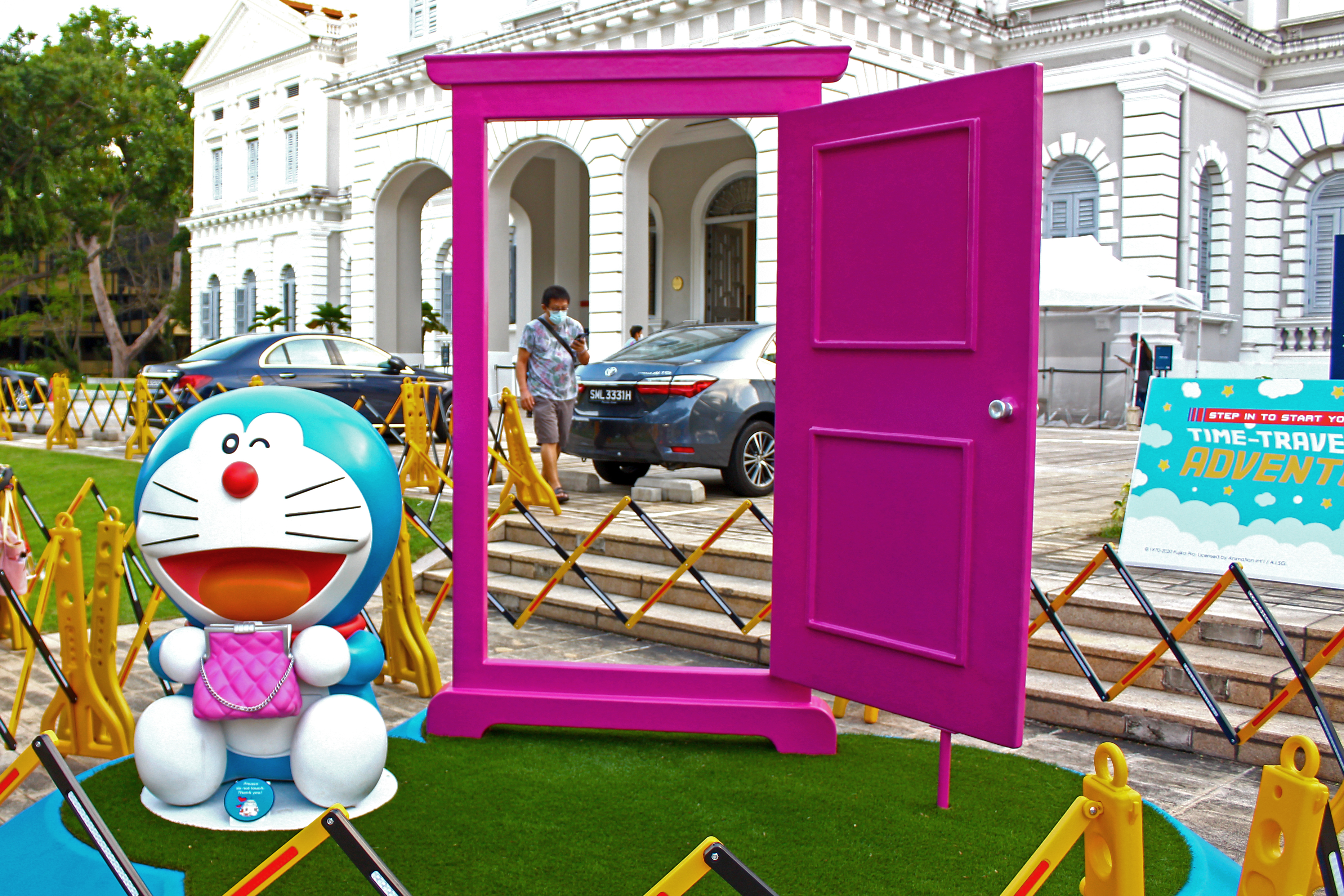
Nguyên tội của Takopi chịu ảnh hưởng từ hình tượng trong bộ truyện Doraemon.

Nguyên tội của Takopi hình thành từ đề nghị của biên tập viên F, khuyến khích Taizan 5 sáng tác một câu chuyện dựa trên đề tài yêu thích. Là người hâm mộ Doraemon, Taizan 5 nảy sinh ý tưởng về một phiên bản "Doraemon u ám", đồng thời bổ sung yếu tố du hành thời gian để phát triển thành loạt manga dài kỳ. Taizan 5 lấy cảm hứng từ mô-típ dị giới chuyển sinh như Re:Zero − Bắt đầu lại ở thế giới khác, nhưng lựa chọn cách tiếp cận ngược lại. Thay vì để nhân vật chính từ thế giới hiện đại bước sang một thế giới khác, vị tác giả xây dựng Nguyên tội của Takopi xoay quanh một sinh vật ngoài hành tinh đến Trái Đất. Xuất thân từ một thế giới khác, nét trong sáng tự nhiên của Takopi làm nổi bật hơn những mặt tối trong xã hội hiện đại.
Ban biên tập Shonen Jump+ đề xuất triển khai tác phẩm trong phạm vi hai tập. Dựa trên khung này, Taizan 5 xây dựng đầy đủ cốt truyện và chủ đề từng chương. Trong vòng một đến hai tuần, Taizan 5 hoàn thiện toàn bộ bản thảo nội dung cho từng chương dưới dạng văn bản. Vị mangaka đặt tiêu đề tạm và xác định chủ đề cụ thể cho từng phần, chẳng hạn như Marina-chan no Katei (まりなちゃんの家庭 dịch: Gia đình của Marina) hay Ani vs Tei (兄vs弟 dịch: Anh trai vs Em trai). Taizan 5 đã thực hiện khoảng một nửa số bản name trước khi bắt đầu đăng tải tác phẩm. Trong quá trình sản xuất, mỗi chương trải qua hai đến ba lượt chỉnh sửa thông qua trao đổi với biên tập viên, mất trung bình hai ngày để hoàn tất bản cuối. Trước khi bắt tay vào vẽ chương 1, Taizan 5 đã hoàn thành name cho chín chương đầu tiên. Thời gian lý tưởng để hoàn thiện một chương là năm ngày, tuy nhiên có chương kéo dài đến bảy ngày. Taizan 5 đặc biệt chú trọng vào phần mở đầu và phần kết của mỗi chương nhằm tạo điểm nhấn và để lại ấn tượngcho người đọc. Về mặt hình ảnh, tác phẩm sử dụng nhiều khung tranh cận mặt nhằm thể hiện cảm xúc nhân vật, nhất là trong các đoạn thoại quan trọng.
Trong các one-shot trước đó, Taizan 5 theo đuổi phong cách vẽ đơn giản, ít chi tiết, chịu ảnh hưởng từ thẩm mỹ của anime. Tuy nhiên, khi thực hiện Nguyên tội của Takopi, vị tác giả chuyển sang tập trung khắc họa biểu cảm nhân vật, tăng cường mức độ chi tiết, đặc biệt ở các đường nét trên khuôn mặt. Bên cạnh đó, Taizan 5 cũng chịu ảnh hưởng từ cách thể hiện cảm xúc trong anime, đặc biệt là biểu cảm khuôn mặt khi khóc. Vị mangaka nhiều lần tự mình mô phỏng các biểu cảm này để áp dụng vào nét vẽ trong Nguyên tội của Takopi. Bộ truyện giảm số lượng khung tranh trên mỗi trang, sử dụng bóng thoại lớn, tránh dùng trang đôi trừ khi cần thiết, nhằm tối ưu hóa trải nghiệm đọc trên điện thoại thông minh. Taizan 5 ưu tiên định dạng dành cho smartphone trong suốt quá trình sáng tác, xem đây là yếu tố then chốt để triển khai tác phẩm. Trong quá trình xây dựng nhân vật, Taizan 5 không theo đuổi hướng phân cực tuyệt đối giữa thiện và ác. Thay vì tạo ra phản diện hoàn toàn xấu xa và kết thúc theo hướng dễ đoán, vị mangaka khắc họa mỗi nhân vật với cả điểm mạnh lẫn điểm yếu, qua đó tạo chiều sâu và sự phức tạp cho câu chuyện. Taizan 5 thể hiện cách tiếp cận qua nhân vật Marina: ban đầu xuất hiện dưới danh nghĩa một nhân vật phản diện, Marina dần nhận được cảm thông từ độc giả khi hoàn cảnh gia đình và những tổn thương tâm lý của cô hé lộ.

## Truyền thông

### Manga
Nguyên tội của Takopi do Taizan 5 sáng tác và minh họa, ra mắt trên nền tảng trực tuyến Shōnen Jump+ của Shūeisha từ ngày 10 tháng 12 năm 2021 đến ngày 25 tháng 3 năm 2022. Bộ truyện gồm 16 chương, do Shūeisha biên soạn thành hai tập tankōbon vào ngày 4 tháng 3 và 4 tháng 4 năm 2022.
Dịch vụ Manga Plus của Shūeisha phát hành các chương truyện bằng tiếng Anh cùng thời điểm với bản gốc tiếng Nhật. Đến tháng 2 năm 2023, Viz Media thông báo đã mua bản quyền phát hành phiên bản tiếng Anh của bộ truyện. Tác phẩm xuất bản trọn bộ trong một tập duy nhất vào ngày 21 tháng 11 năm 2023. Tại Việt Nam, bộ truyện do Nhà xuất bản Kim Đồng ấn hành dưới phiên bản boxset vào tháng 7 năm 2025. Trong khi đó, Nhà xuất bản Đông Lập là đơn vị nắm giữ bản quyền tác phẩm tại Đài Loan và phát hành từ tháng 1 năm 2023. Tháng 7 năm 2023, hãng Distrito Manga đã công bố bản quyền bộ truyện tại Tây Ban Nha. Còn tại Argentina, tựa manga do Editorial Ivrea nắm bản quyền và ấn hành. Tháng 6 năm 2024, nhà xuất bản Waneko đã phát hành phiên bản tiếng Ba Lan gộp hai tập tankōbon thành một tập duy nhất. Tại Hàn Quốc, bộ truyện do Daewon C.I. phát hành vào tháng 3 nám 2023.

#### Tậptankōbon
| 1. Gửi đến cậu ở năm 2016 (2016年のきみへ 2016-nen no Kimi e) 2. Cuộc phiêu lưu của Takopi (タコピーの冒険 Takopī no Bōken) 3. Vương quốc của Marina (まりなキングダム Marina Kingudamu) 4. Takopi cứu nguy (タコピーの救済 Takopī no Kyūsai) | 1. Sự tiếp tay của Azuma (東くんの介在 Azuma-kun no Kaizai) 2. Cuộc phiêu lưu của Azuma (東くんの冒険 Azuma-kun no Bōken) 3. Takopi sám hối (タコピーの告解 Takopī no Kokkai) |

| 1. Vương quốc của Shizuka (しずかキングダム Shizuka Kingudamu) 2. Sẽ ổn thôi mà (大丈夫 Daijōbu) 3. Azuma cứu nguy (東くんの救済 Azuma-kun no Kyūsai) 4. Phá đảo Nhật Bản cùng Shizuka (日本縦断しずかツアー Nihon Jūdan Shizuka Tsuā) 5. Gửi đến cậu ở năm 2022 (2022年のきみへ 2022-nen no Kimi e) | 1. Nguyên tội của Takopi (タコピーの原罪 Takopī no Genzai) 2. Naoki ra tay (直樹くんの介在 Naoki-kun no Kaizai) 3. Shizuka (しずかちゃん Shizuka-chan) 4. Gửi đến các cậu ở năm 2016 (2016年のきみたちへ 2016-nen no Kimi-tachi e) |

### Anime
Tháng 12 năm 2024, TBS công bố dự án chuyển thể bộ truyện thành anime. Sau đó, xưởng Enishiya xác nhận sẽ sản xuất bộ anime dưới định dạng ONA, còn TBS đảm nhận phần kế hoạch và điều phối sản xuất. Shinya Iino đảm nhiệm vai trò đạo diễn kiêm biên kịch, Keita Nagahara thiết kế nhân vật, còn Yoshiaki Fujisawa sáng tác nhạc phim. TBS phát hành tác phẩm từ ngày 28 tháng 6 đến ngày 2 tháng 8 năm 2025 trên các nền tảng trực tuyến bao gồm Netflix, Amazon Prime Video và Abema. Ano thể hiện ca khúc mở đầu "Happy Lucky Chappy", còn Tele trình bày ca khúc kết thúc "Glass no Sen". Crunchyroll giữ quyền phát hành bộ phim tại châu Mỹ, châu Phi và châu Âu. Trong khi đó, Medialink nắm bản quyền tác phẩm tại khu vực châu Á – Thái Bình Dương, đồng thời lên sóng phiên bản phụ đề tiếng Việt trên kênh YouTube Ani-One Vietnam và dịch vụ Netflix. Còn tại thị trường Hàn Quốc, Laftel là đơn vị chịu trách nhiệm phát hành độc quyền bộ phim.

#### Tập phim
| TT. | Tiêu đề                                                                                                | Đạo diễn                    | Biên kịch   | Bảng phân cảnh | Ngày phát hành gốc  |
| --- | --- | --------------------------- | ----------- | -------------- | ------------------- |
| 1   | "Gửi bạn của năm 2016" Chuyển ngữ: "2016-nen no Kimi e" (tiếng Nhật: 2016年のきみへ)                   | Iino Shinya                 | Iino Shinya | Iino Shinya    | 28 tháng 6 năm 2025 |
| 2   | "Sự cứu giúp của Takopi" Chuyển ngữ: "Takopī no Kyūsai" (tiếng Nhật: タコピーの救済)                   | Moaang                      | Nekota Kō   | Moaang         | 5 tháng 7 năm 2025  |
| 3   | "Sự thú tội của Takopi" Chuyển ngữ: "Takopī no Kokkai" (tiếng Nhật: タコピーの告解)                    | Rikka                       | Iino Shinya | Rikka          | 12 tháng 7 năm 2025 |
| 4   | "Sự cứu rỗi của Azuma" Chuyển ngữ: "Azuma-kun no Kyūsai" (tiếng Nhật: 東くんの救済)                    | Ōshima Tōya                 | Nekota Kō   | Ōshima Tōya    | 19 tháng 7 năm 2025 |
| 5   | "Gửi tới cậu năm 2022" Chuyển ngữ: "2022-nen no Kimi e" (tiếng Nhật: 2022年のきみへ)                   | Mori Hirotaka               | Nekota Kō   | Mori Hirotaka  | 26 tháng 7 năm 2025 |
| 6   | "Gửi đến các cậu của năm 2016" Chuyển ngữ: "2016-nen no Kimi-tachi e" (tiếng Nhật: 2016年のきみたちへ) | Iino Shinya, Sakoi Masayuki | Iino Shinya | Iino Shinya    | 2 tháng 8 năm 2025  |

## Đón nhận
Tính đến tháng 2 năm 2022, chương đầu tiên của bộ truyện ghi nhận 2,7 triệu lượt xem và khoảng 4.000 bình luận. Mỗi chương sau đó đều duy trì ổn định mức 2,5 đến 3 triệu lượt xem. Tác phẩm cũng trở thành manga đầu tiên trên nền tảng Shōnen Jump+ vượt mốc 2 triệu lượt xem trong một ngày. Theo tổng biên tập Hosono Shūhei, chương cuối đã đạt 3 triệu lượt xem trong ngày phát hành – một kỷ lục trên nền tảng, và tiếp tục vượt mốc 3,5 triệu lượt ngay trong cùng ngày, theo thống kê từ Oricon. Cụm từ "Takopi quá mạnh!" (タコピー鬼つええ！) và tên tác phẩm "Nguyên tội của Takopi" (タコピーの原罪) đều góp mặt trong danh sách đề cử 100 từ ngữ thịnh hành trên mạng năm 2022.
Các chương mới của bộ truyện khi phát hành đều nhanh chóng lọt vào danh sách xu hướng thịnh hành trên Twitter, và nhiều lần đạt vị trí số một. Trong giai đoạn đầu, ba chương đầu tiên chỉ ghi nhận lượng phản hồi khiêm tốn, với chưa đến 5.000 lượt tweet trong ngày ra mắt. Tuy nhiên vào ngày chương 4 phát hành, lượng tweet liên quan đến tác phẩm đã tăng vọt lên khoảng 14.000, sau đó duy trì ở mức khoảng 10.000 trong suốt các chương từ 5 đến 10. Khi chương 11 phát hành vào ngày 18 tháng 2 năm 2022, số lượng tweet đạt đỉnh với 18.000 lượt. Từ khóa "Takopi" cũng vươn lên vị trí số 1 trên bảng xu hướng Twitter tại Nhật Bản vào lúc 1 giờ sáng cùng ngày. Ngày phát hành chương cuối ghi nhận khoảng 14.000 lượt tweet, trong đó nhiều bài fanart đã ra mắt để chúc mừng kết thúc truyện, cùng với phản hồi tích cực từ cộng đồng độc giả. Tập tankōbon đầu tiên cũng nằm trong top 10 của bảng xếp hạng sách bán chạy hàng tuần do Tōhan công bố, vào thời điểm trước khi chương cuối ra mắt. Tác phẩm thu hút một lượng lớn người đọc, với mỗi chương truyện đều đạt trên 2 triệu lượt xem. Vào thời điểm chương 11 phát hành, số lượt đọc đã vượt qua Kaijuu 8-gou – tác phẩm nổi bật cùng kỳ trên Shōnen Jump+, với cách biệt 800.000 lượt xem. Tác giả nhận định rằng việc phát hành trên một nền tảng phổ biến, kết hợp với chính sách cho phép đọc miễn phí chương đầu, đóng vai trò quan trọng trong việc thu hút sự quan tâm rộng rãi của độc giả.
Về mặt thương mại, theo dữ liệu từ Oricon, tập thượng quyển tiêu thụ 41.277 bản trong tuần phát hành đầu tiên và xếp hạng 15 trên bảng xếp hạng manga. Trong tuần thứ hai, số lượng bán ra đạt 34.828 bản (hạng 21), sau đó tăng lên 56.684 bản vào tuần thứ ba, giúp tập truyện vươn lên vị trí thứ 9. Trong hai tuần tiếp theo, doanh số lần lượt đạt 65.942 bản và 41.563 bản, đồng thời giữ vị trí thứ 7 trên bảng xếp hạng trong cả hai tuần. Trong tuần đầu phát hành, tập hạ quyển tiêu thụ 198.505 bản, xếp thứ 4 trên bảng xếp hạng, trong khi tập thượng quyển bán được 56.145 bản và đứng ở vị trí thứ 13. Sang tuần kế tiếp, tập hạ quyển ghi nhận doanh số 56.705 bản (hạng 6), còn tập thượng quyển đạt 34.285 bản (hạng 17). Đến tháng 3 năm 2022, tổng số bản in của cả hai tập đã vượt mốc 350.000. Ngày 1 tháng 4 cùng năm, số lượng phát hành được ghi nhận vượt qua 950.000 bản, và đến tháng 5, tổng doanh số tích lũy cán mốc hơn 1,2 triệu bản. Tính đến tháng 5 năm 2025, bộ truyện đã bán ra tổng cộng 1,45 triệu bản in.